# Troïka (danse)
Pour les articles homonymes, voir Troïka.
La troïka est une danse traditionnelle russe. Apparentée au trojak (en) polonais, elle se danse en trio formé de deux filles entourant un garçon. La danse figure la troïka, sorte de carrosse à trois chevaux.
Les trios se placent les uns derrières les autres de manière à former un cercle, sur lequel on se déplace dans le sens antihoraire. La danse est composée de quatre phases d'une durée égale, qui se répètent dans l'ordre jusqu'à la fin du morceau.
Pendant la première phase, les trios trottinent les uns derrières les autres sur le cercle en se tenant par la main.
Pendant la seconde phase, les mouvements sont similaires à la deuxième partie de la Cochincine : la personne placée au centre lève son bras gauche (qui est orienté vers l'intérieur du cercle) pour que la personne à sa droite passe dessous. Il la suit, puis lève son bras droit, afin de faire passer la personne à sa gauche dessous, qu'il suit également. A la fin, on est à nouveau placé en chaîne de trois.
Pendant la troisième phase, on forme une ronde à trois en se tenant par les épaules, et on tourne dans le sens horaire. Sur les deux derniers temps de cette phase, les danseurs tapent du pied (une fois par temps).
Pendant la quatrième phase, la ronde change de sens pour tourner dans le sens antihoraire. Sur les derniers temps, la personne qui était initialement au centre du trio est éjectée par ses partenaires vers l'avant, et rejoint le binôme juste devant.